# جيمس لوروا
جيمس لوروا هو كاتب أغاني ومغني كندي، ولد في 3 أبريل 1947، وتوفي في 10 مايو 1979.